# 霊山観音
霊山観音（りょうぜんかんのん、英語: Ryozenn Kannon）は、京都府京都市東山区にある観音像であり、太平洋戦争の犠牲者の仏教式慰霊施設である。

## 沿革
太平洋戦争で没した約200万人の日本兵を慰霊するため、1955年（昭和30年）に帝産オート（現・帝産観光バス）社長の石川博資によって建立された。
元々この土地は旧陸軍が京都忠霊塔の建設を予定していたが、敗戦によって計画を主導していた第十六師団が消滅して頓挫したため、空地になっていた場所であった。
1951年に石川が観音像建立の計画を立て、嵯峨野、広沢池、山科といった候補地の中から、1953年にこの地に決定した。当初は180尺（55 m）もの高さを計画していたが、景観への懸念から反対意見があり、現在の高さに変更した。
1955年6月8日に開眼法要を行い、全国から約2万人の遺族がつめかけ、終日5万人の参拝客が足を運んだ。
建設当初は「財団法人霊山観音会」が運営していたが、1957年2月9日に「宗教法人霊山観音教会」を設立し、財団法人から宗教法人へと移管している。宗派を超えて参拝しやすくするために単立としているが、宗教行事では臨済宗建仁寺派と高台寺の僧侶が勤めている。
当初は日本兵の戦没者を慰霊するための施設であったが、1957年には「第二次世界大戦無名戦士之碑」、1968年には衆議院議員の赤城宗徳・船田中らによって「韓国人犠牲者慰霊碑」、1992年には「京都府原爆死没者慰霊碑」が建立され、慰霊の対象が拡大している。

## 特徴
彫刻家の山崎朝雲によって原型が作成された白衣観音坐像で、高さ約24 m、総重量約500 tにも及ぶ。顔の部分だけでも6 mある。
観音像の背後には「霊牌殿」があり、ここに戦死者の位牌が納められている。「霊牌殿」は観音像が建設される以前の1945年の時点で完成していたことが明らかになっている。

## 年中行事
（個別に記載がない場合の出典：）
- 修正会（元日）
- 節分会（十二支まつり）（2月3日）
- 彼岸会（春分の日）
- ふぐ供養祭（4月上旬）- 境内にあるふぐ塚の前で法要を行い、フグに慰霊と感謝の気持ちが捧げられる[10]。
- 花まつり（釈尊降誕祭）（4月8日）
- 春季大法要・大護摩祈願（5月18日）
- 花塚供養祭（5月頃）- 霊山観音前には花卉業者が花の命に感謝するとともに、亡くなった生産者らを悼むために「花塚」が建立されている。年に一度関係者が参列し、法要を行っている[11][12]。
- 暁天講座（7月2日・3日）
- 水子地蔵まつり（7月23日）
- 京都府原爆物故者慰霊式典 - 京都府原爆死没者慰霊碑に合祀されている被爆者を慰霊するため、広島・長崎の原爆の日の前に開催される[13][14]。
- うら盆会供養（8月初旬～16日）
- 万灯会供養（8月13日～16日）
- 彼岸会（秋分の日）
- 祠堂祭（10月15日）
- 秋季大法要（11月3日）
- 巳成金大縁日（11月己巳縁日）
- 水子供養大祭（11月23日）

## 境内

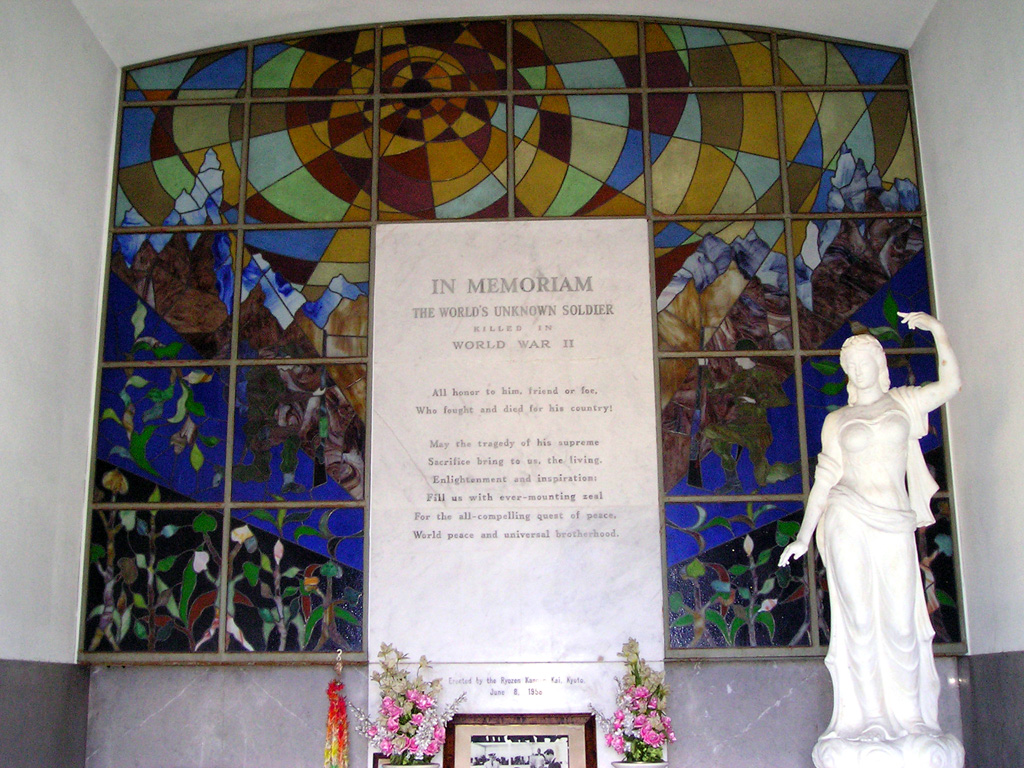
世界無名戦士の碑

- 本堂
- 護摩堂
- 愛染明王堂
- 願いの玉
- みづこ地蔵尊
- 納骨堂

## 別院
- 東京別院徳持寺
- 赤坂別院

## ギャラリー

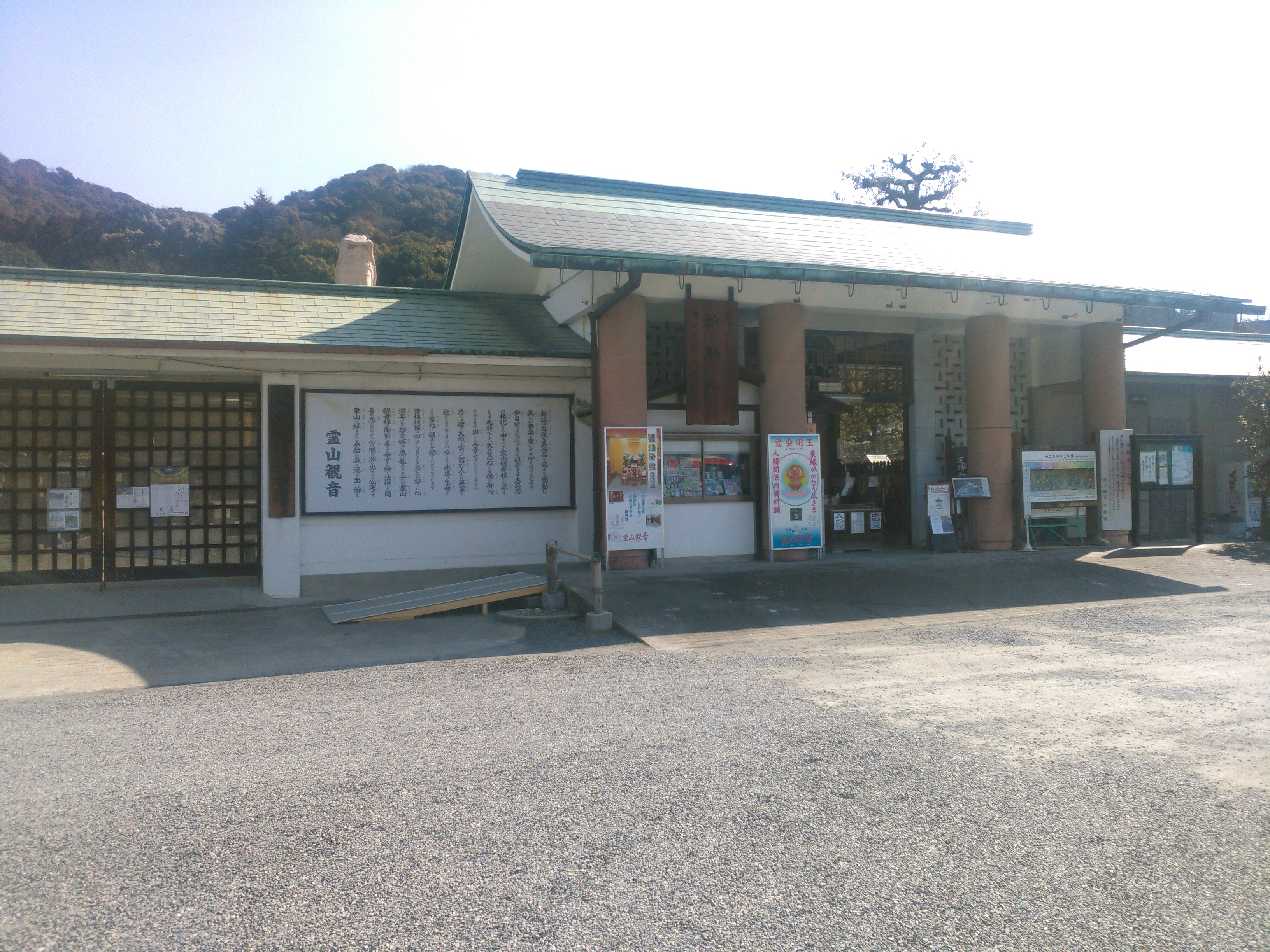
山門
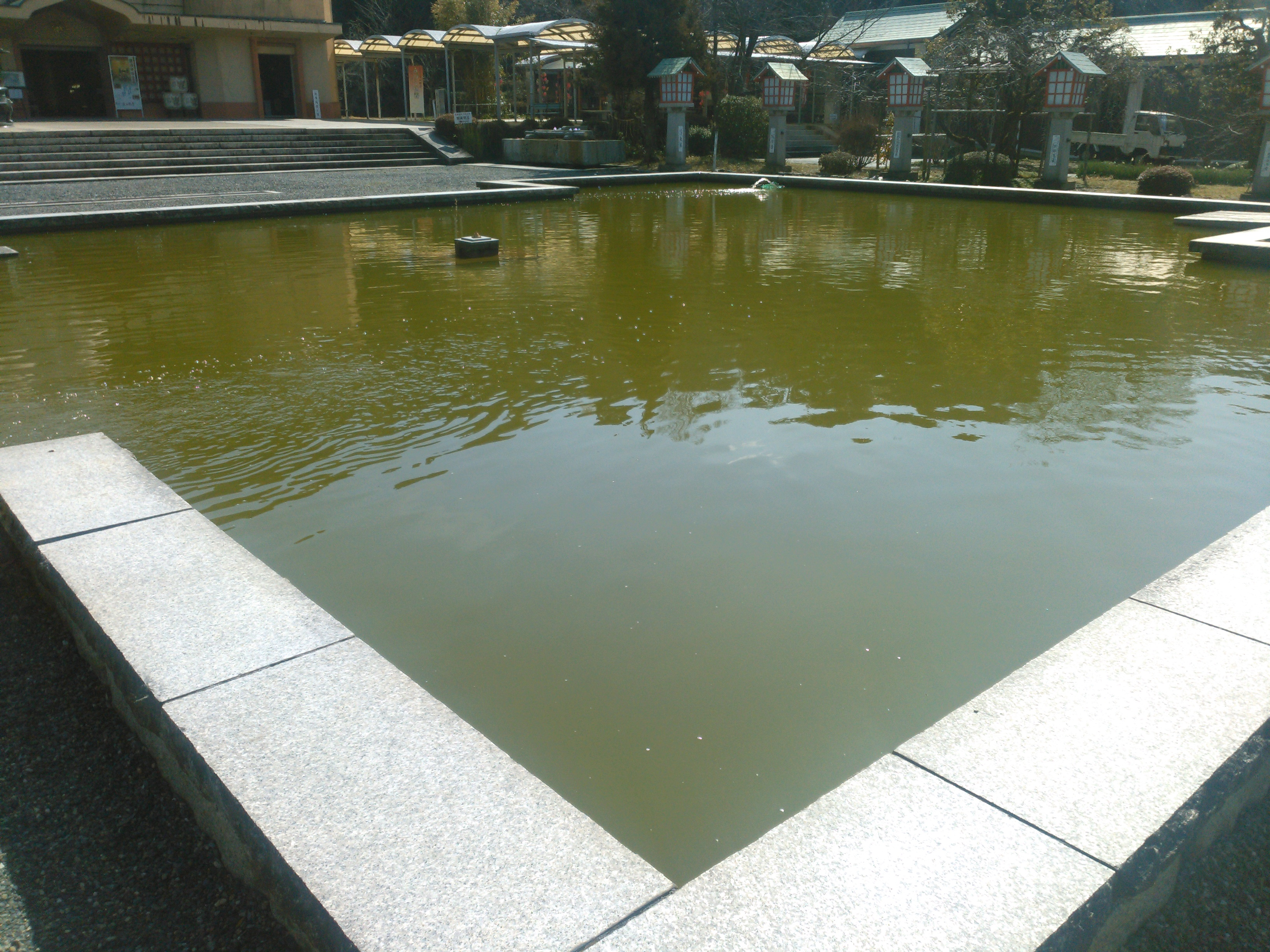
鏡池
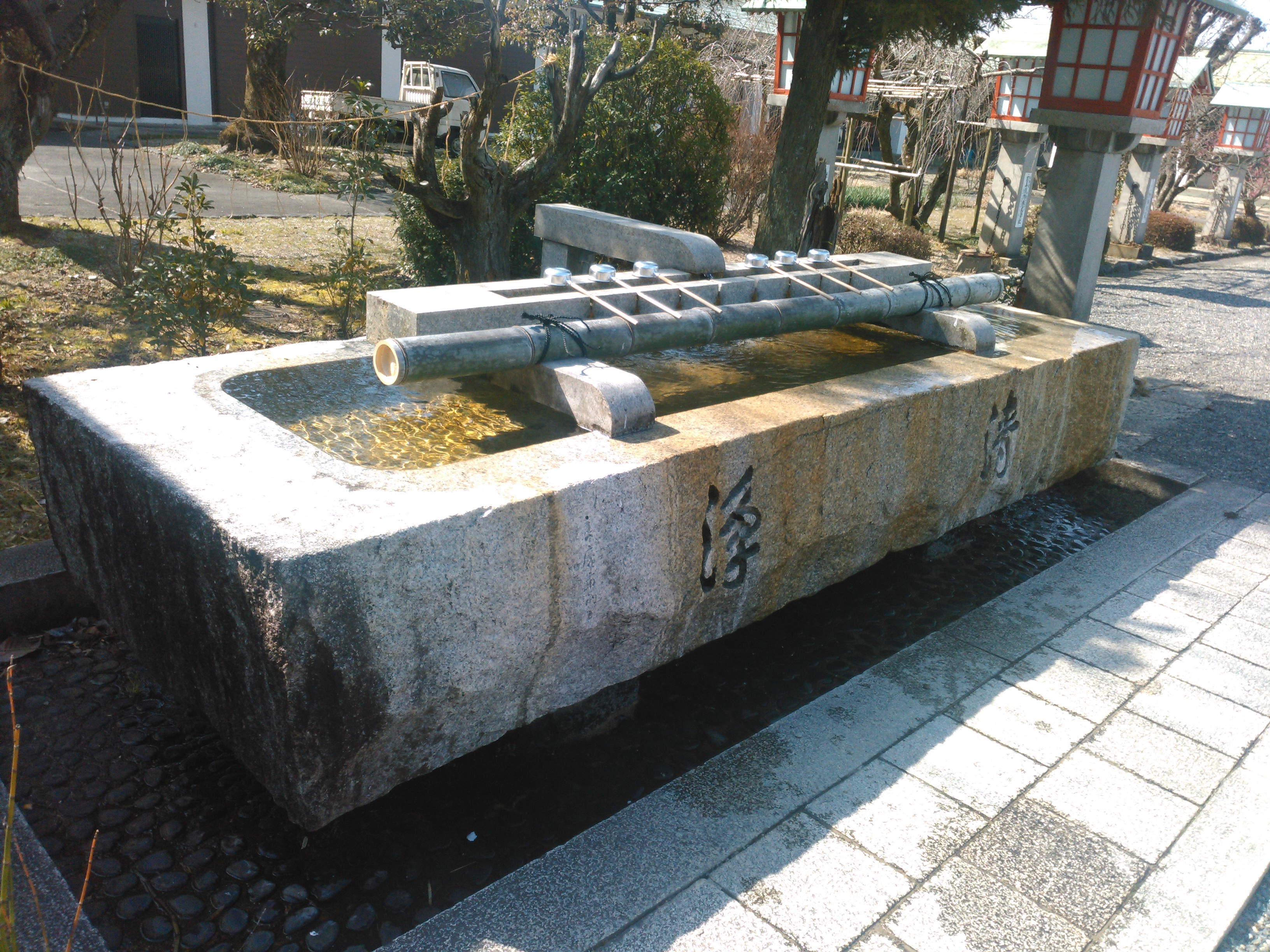
手水鉢
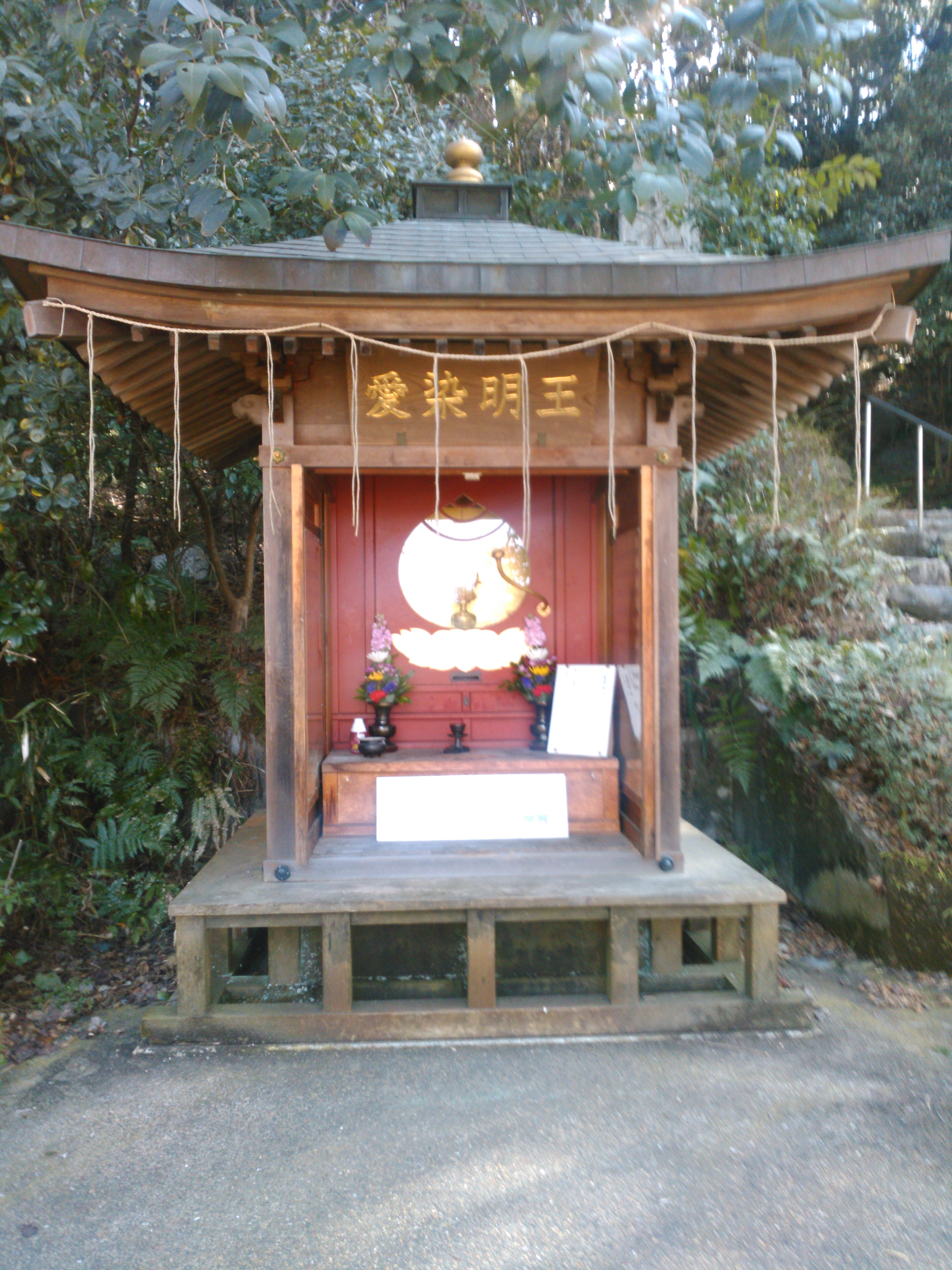
愛染明王堂
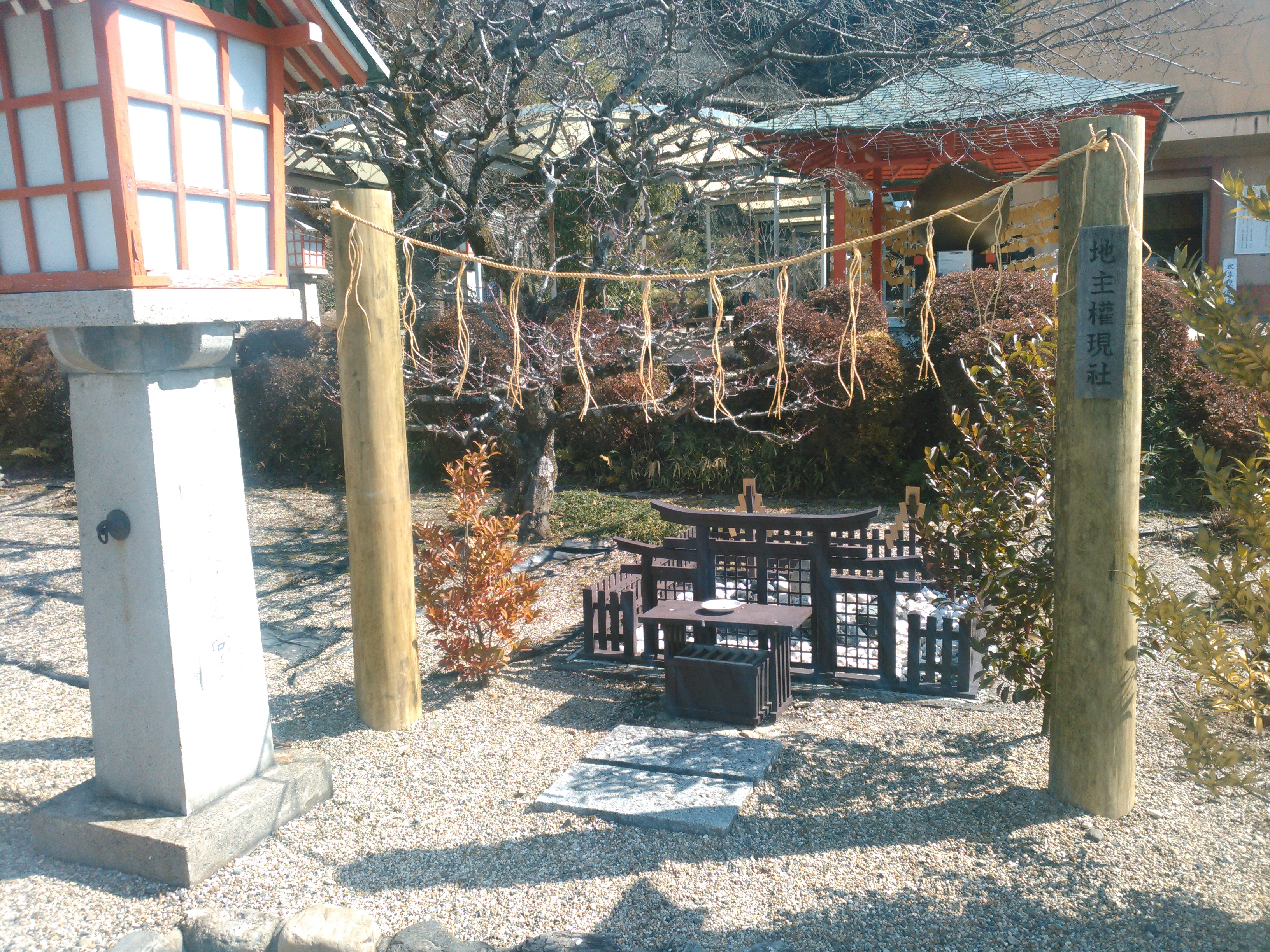
地主権現社
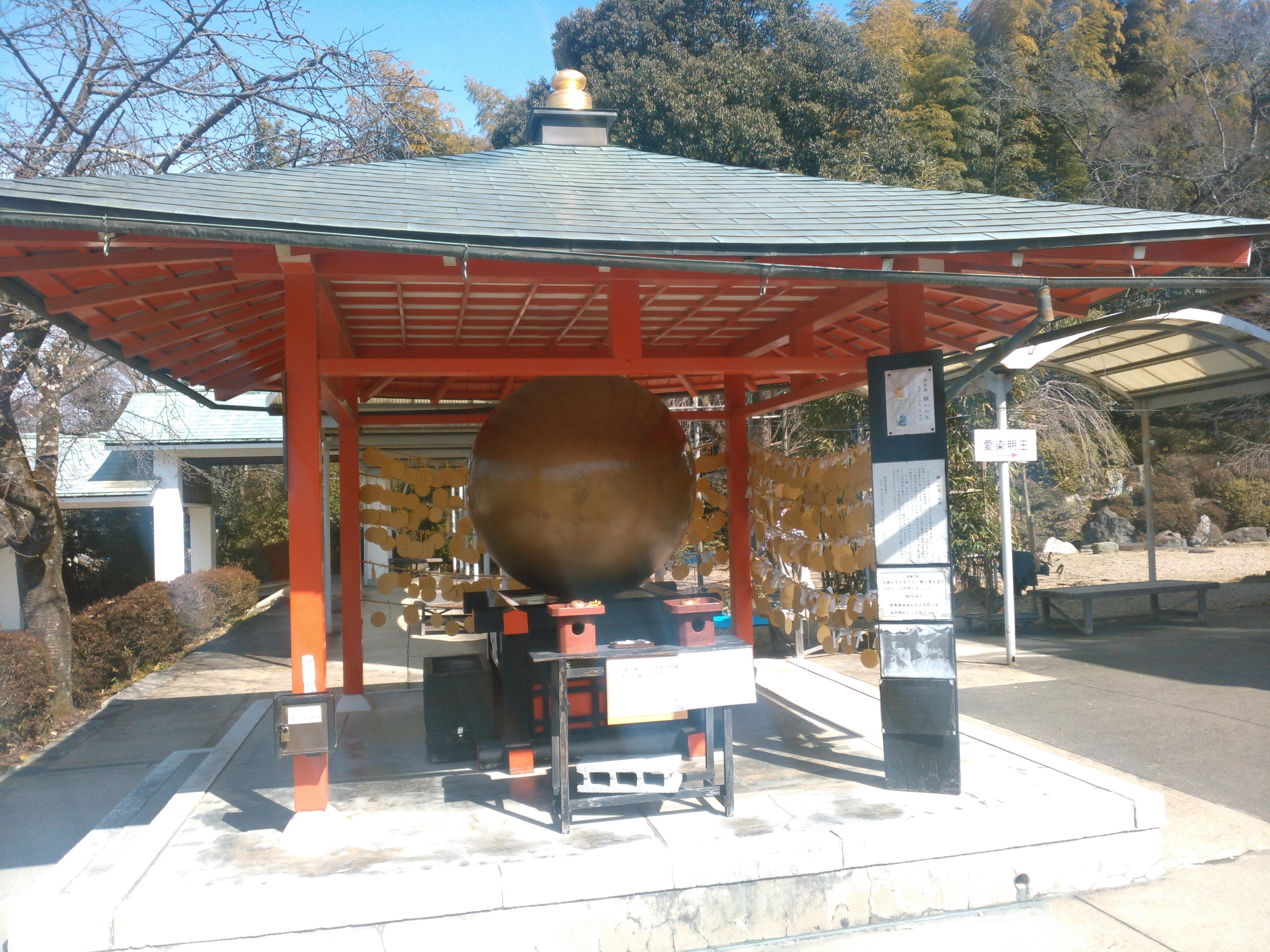
願いの玉
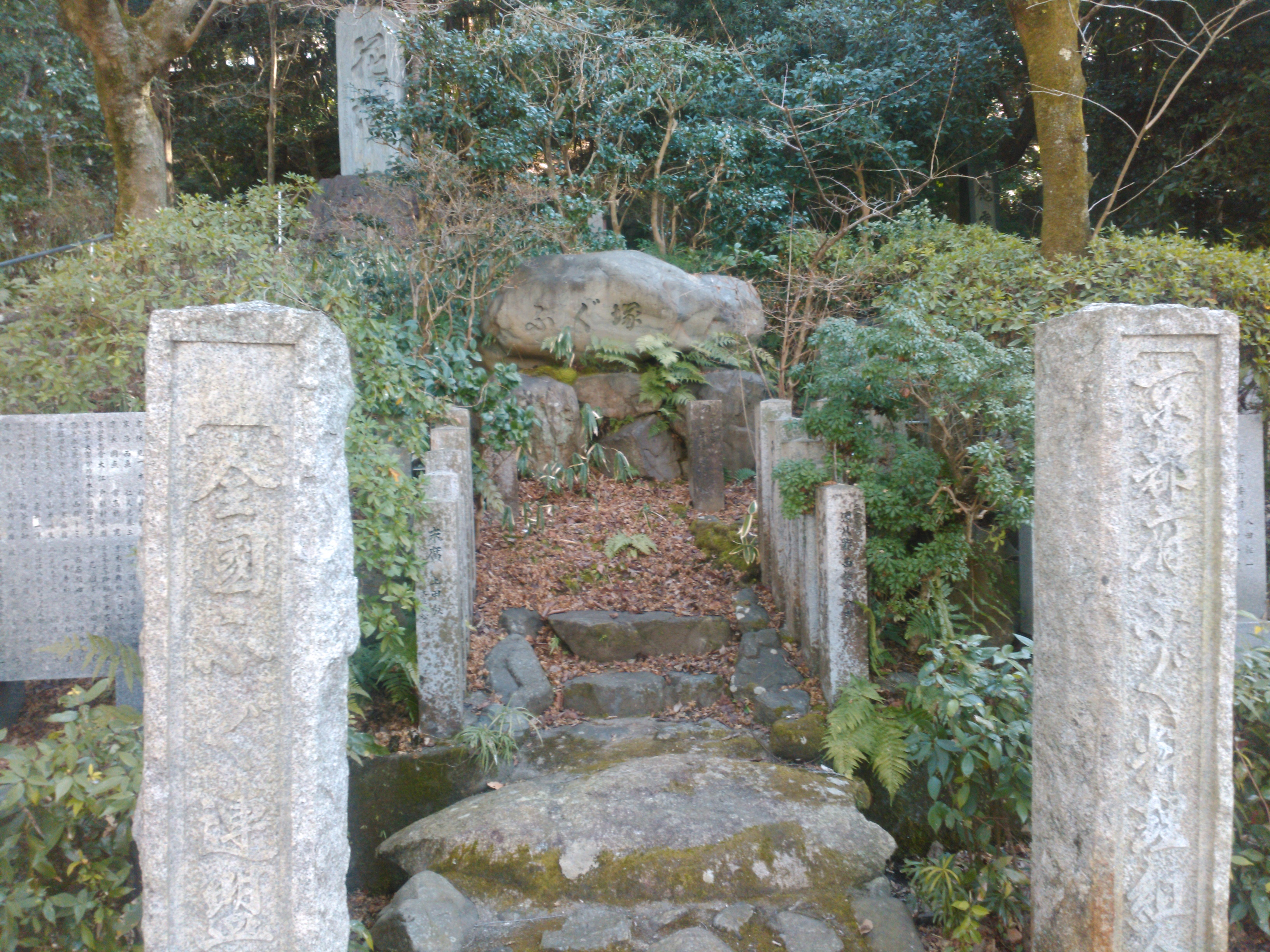
ふぐ塚
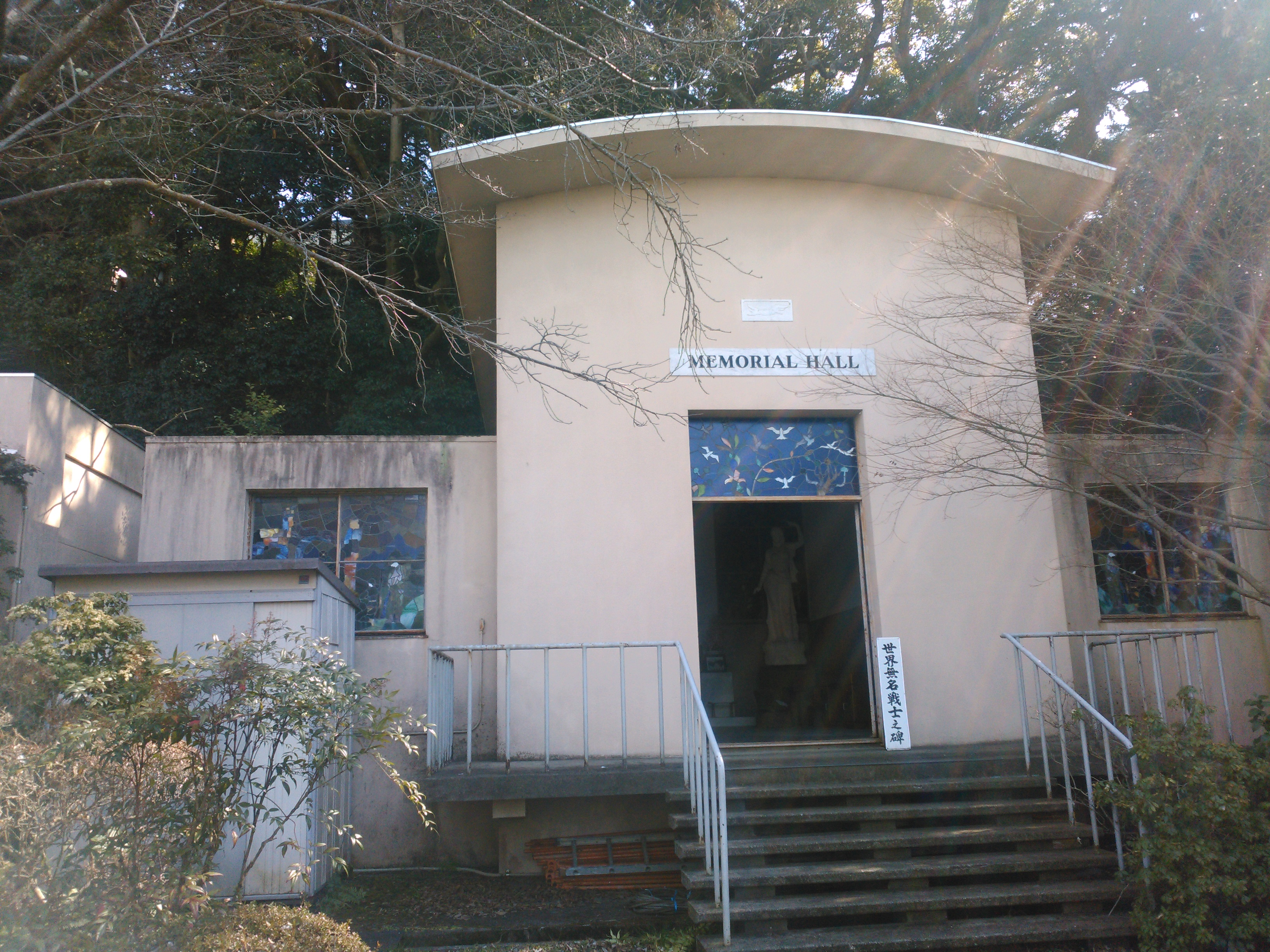
メモリアル ホール
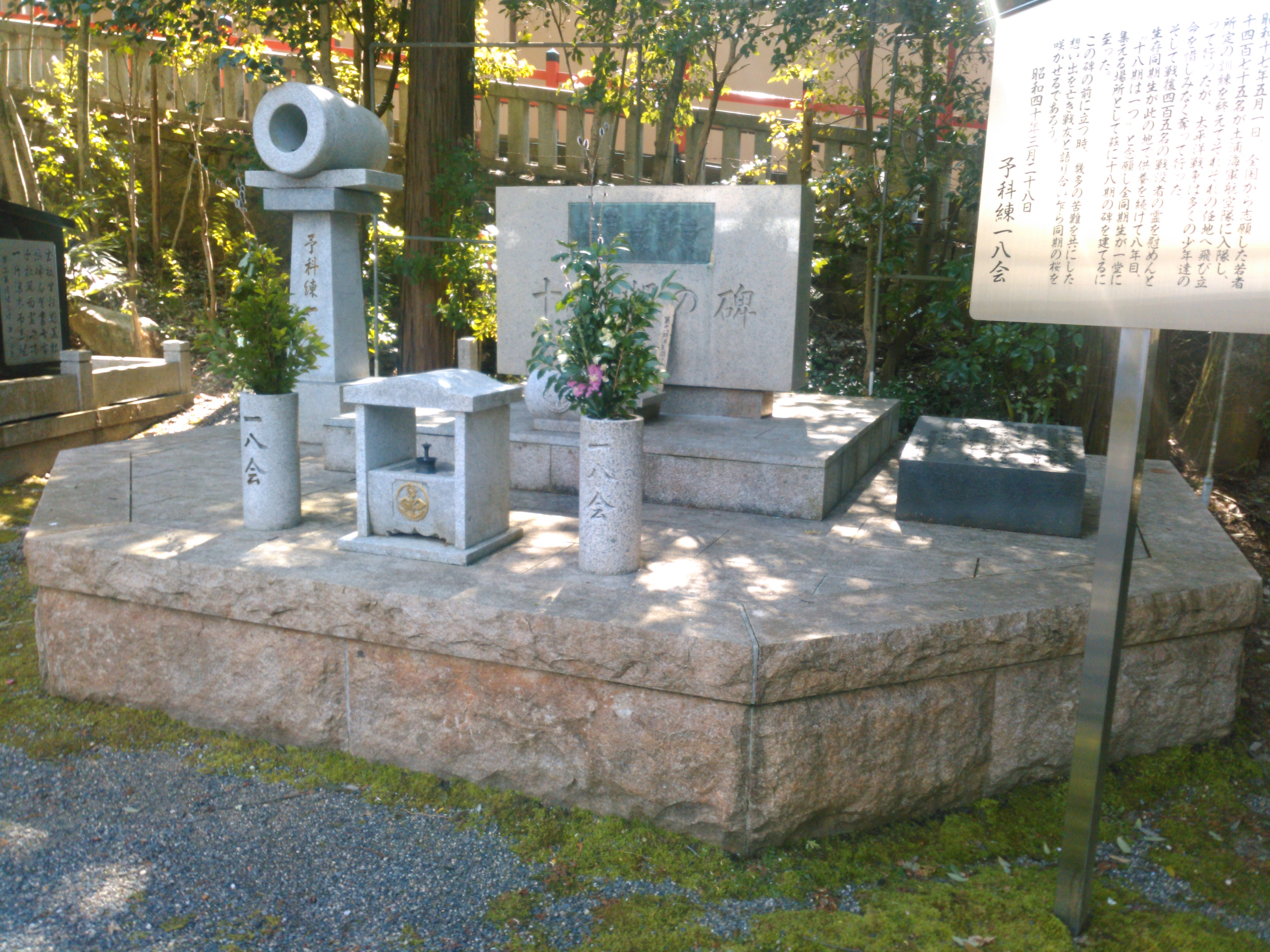
予科練十八期の碑